# Семюел Палмер
Семюел Палмер (англ. Samuel Palmer; 27 січня 1805, Лондон — 24 травня 1881, Суррей) — англійський романтичний живописець і графік.

## Життя і творчість
Семюел Палмер був однією з ключових постатей англійського романтизму XIX сторіччя. Писав в основному пасторалі та пейзажі.
Народився в лондонському районі Невінгтон. Був самоуком, малював переважно середньовічні споруди та церкви. На світогляд Палмера суттєво вплинула творчість Вільяма Тернера, після відвідин першої виставки його робіт в лондонській Королівській академії мистецтв.
У 1824 році Палмер познайомився з Вільямом Блейком, який значно вплинув на його творчість в наступні 10 років. Цей період творчості вважається найбільш вдалим. Тоді ж він увійшов до групи художників, які називали себе «Стародавні» («The Ancients»). У цей період Палмер малював пейзажі західного Кента. Художник орендував тут в 1826—1835 роках котедж під назвою «Rat Abbey» та цілком поринув у творчість, створюючи полотна навколишньої природи (Шорхемський період). Тут він закохується в 14-річну Ганну Ліннелл, доньку Джона Ліннелла, з якою пізніше одружується.
На початку 1830 років він пише акварелі, завдяки яким здобув велику популярність в Англії. У 1837 році Палмер з дружиною на два роки виїхали у весільну подорож до Італії. Тут художник зробив безліч етюдів, за мотивами яких згодом написав ряд полотен. Повернувшись до Лондона, він протягом двох десятиліть займався приватним викладанням живопису. У 1862 році Палмер покинув англійську столицю. Після повернення в Лондон Палмер дізнався, що його брат Вільям заклав всі ранні картини художника, які потім Палмеру довелося протягом тривалого часу викуповувати, що відбилося на його фінансовому становищі. Член Товариства акварелістів з 1854 року.
Семюел Палмер був гарним викладачем. Займався також ілюструванням літератури, його акварелі прикрашають видання творів Джона Мілтона, Вергілія. Після смерті художника його роботи були на деякий час забуті. Нове відкриття його творчости починається в Англії 1950-ті роки, вплив Палмера відчувається в творах таких майстрів, як Грегем Сазерленд, Пол Друрі, Робін Таннер та ін.
У 2005—2006 роках Британський музей, спільно з нью-йоркським музеєм Метрополітен, організував велику ретроспективну виставку робіт Семюела Палмера, присвячену двохсотріччя з його дня народження.

## Галерея

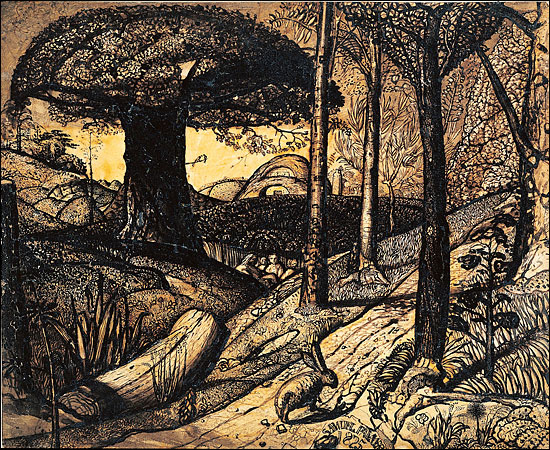
Ранній ранок (1825)
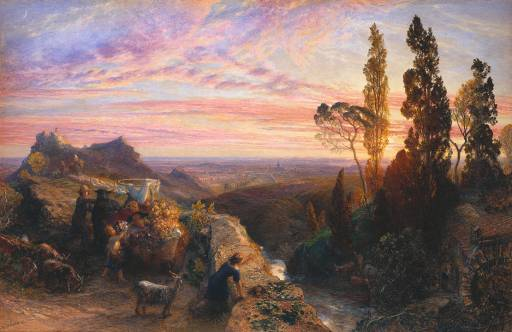
Мріяння в Апеннінах (1864)
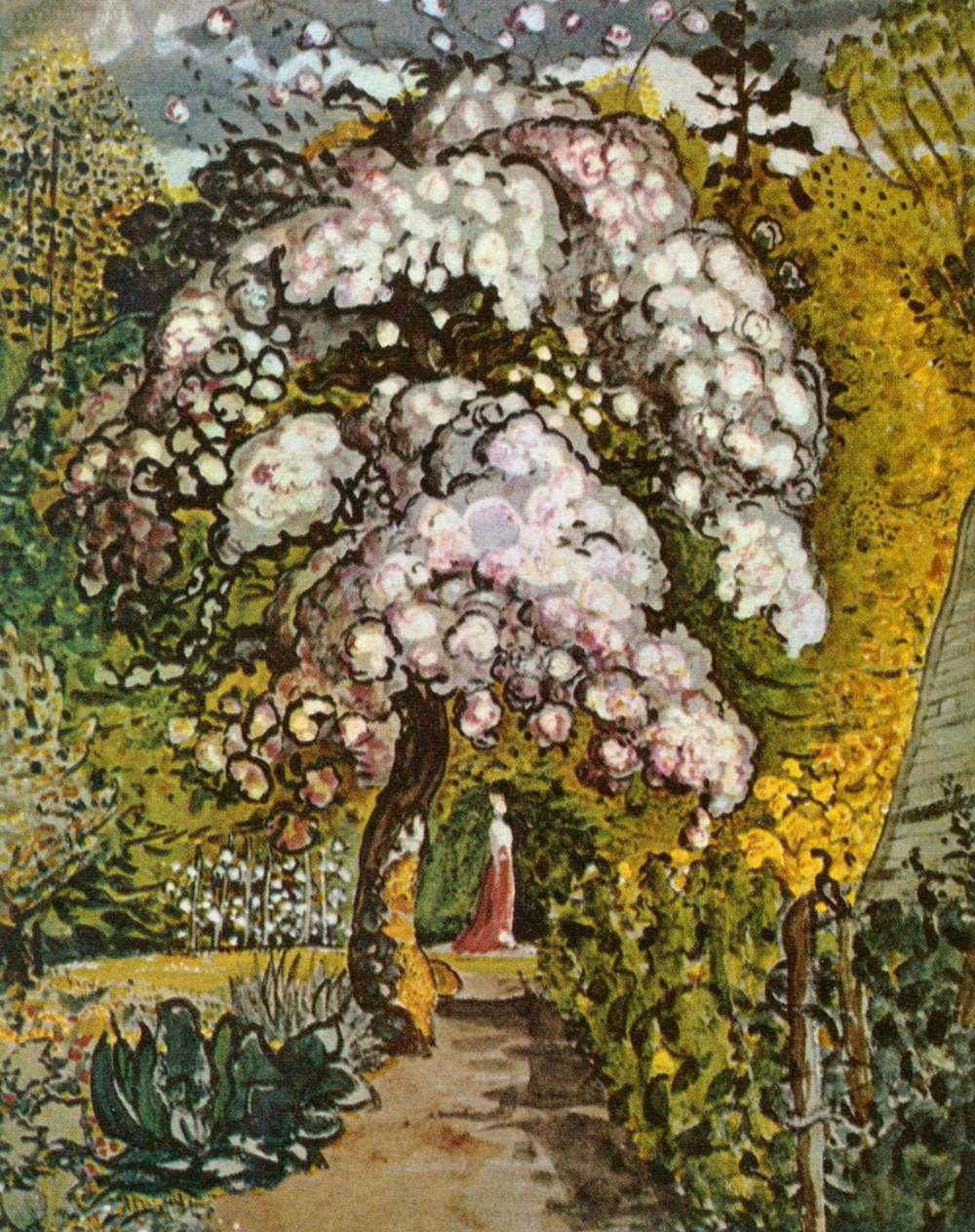
Сад в Шорхемі
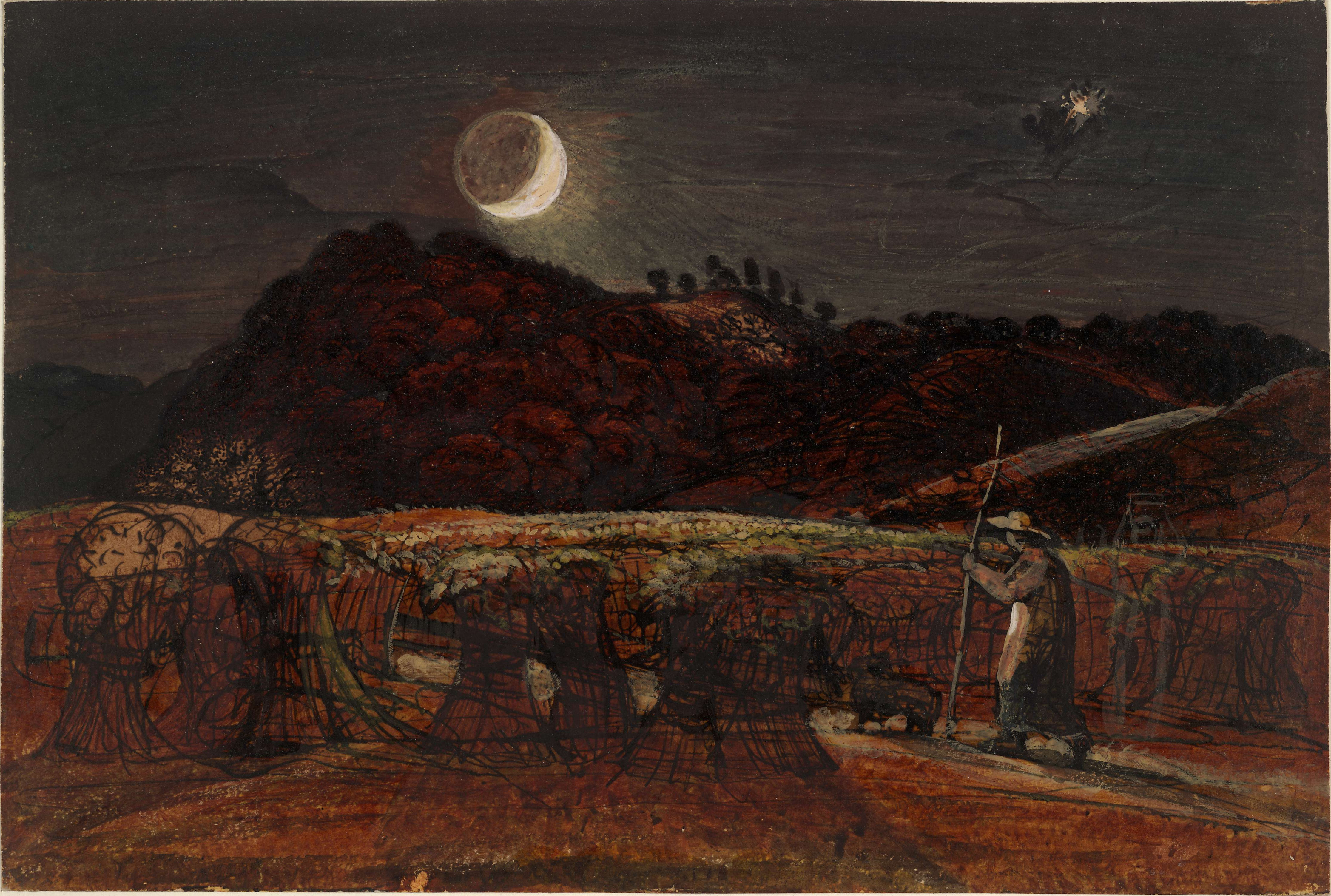
Пшеничне поле в світлі Місяця і вечірньої зірки (1830)
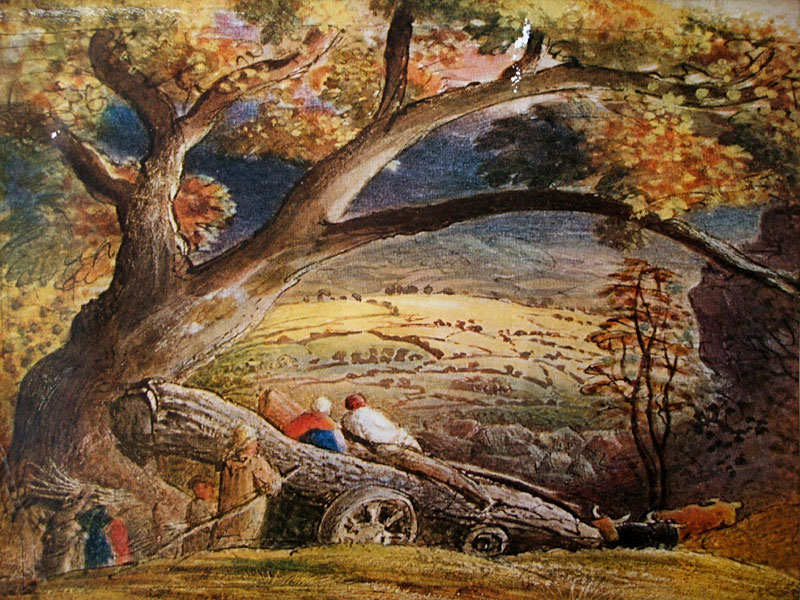
Пейзаж
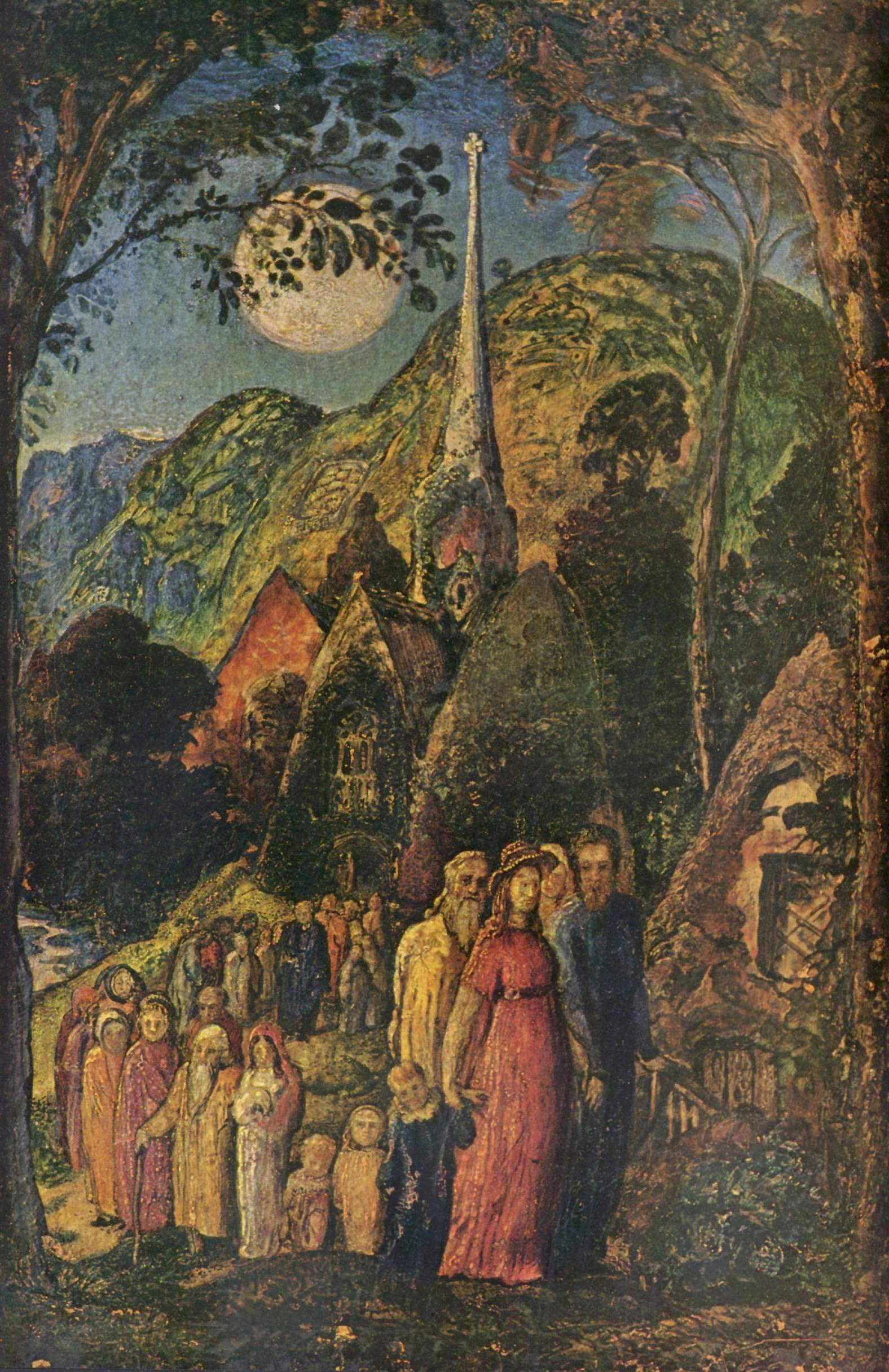
Після вечірні
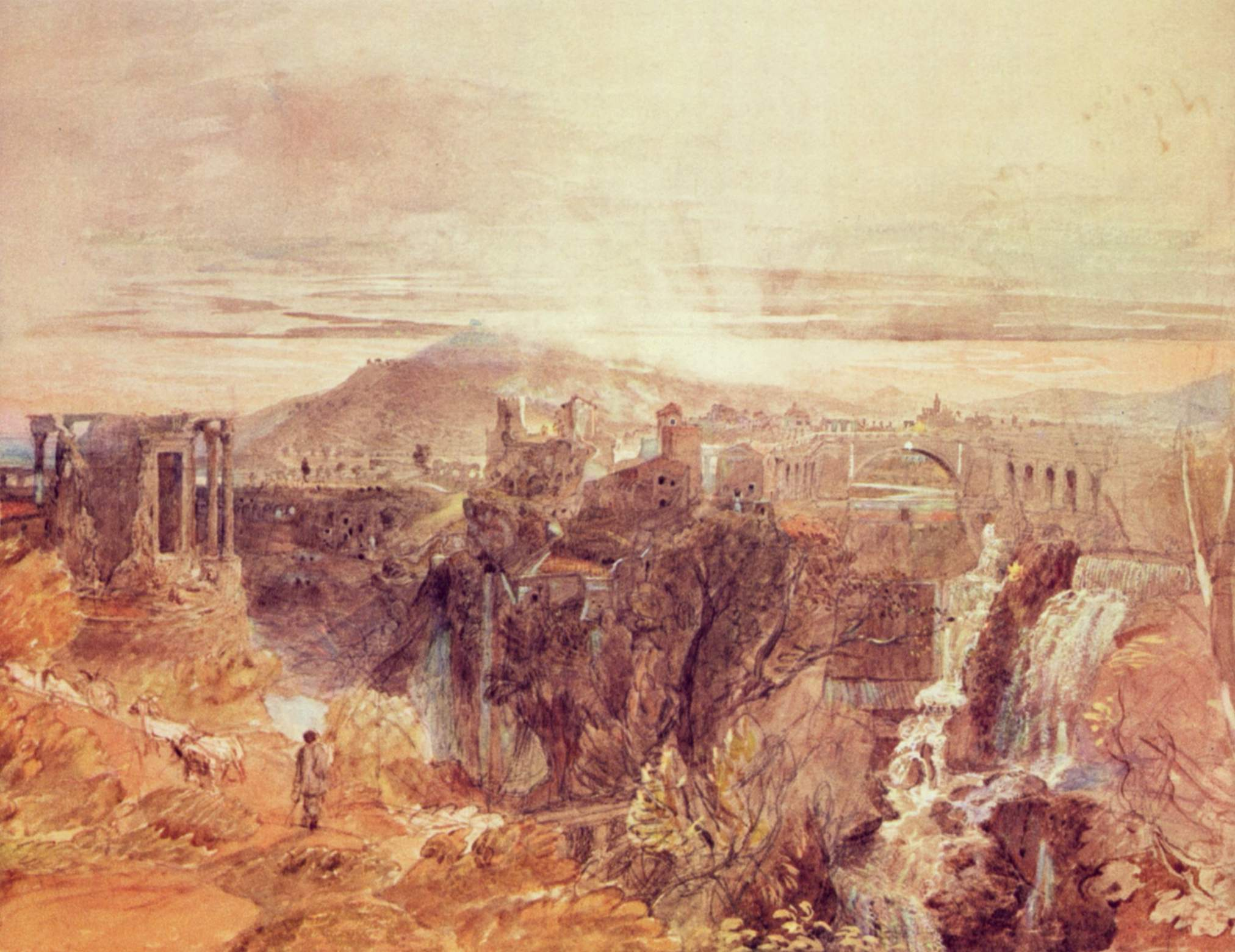
Вид на Тіволі
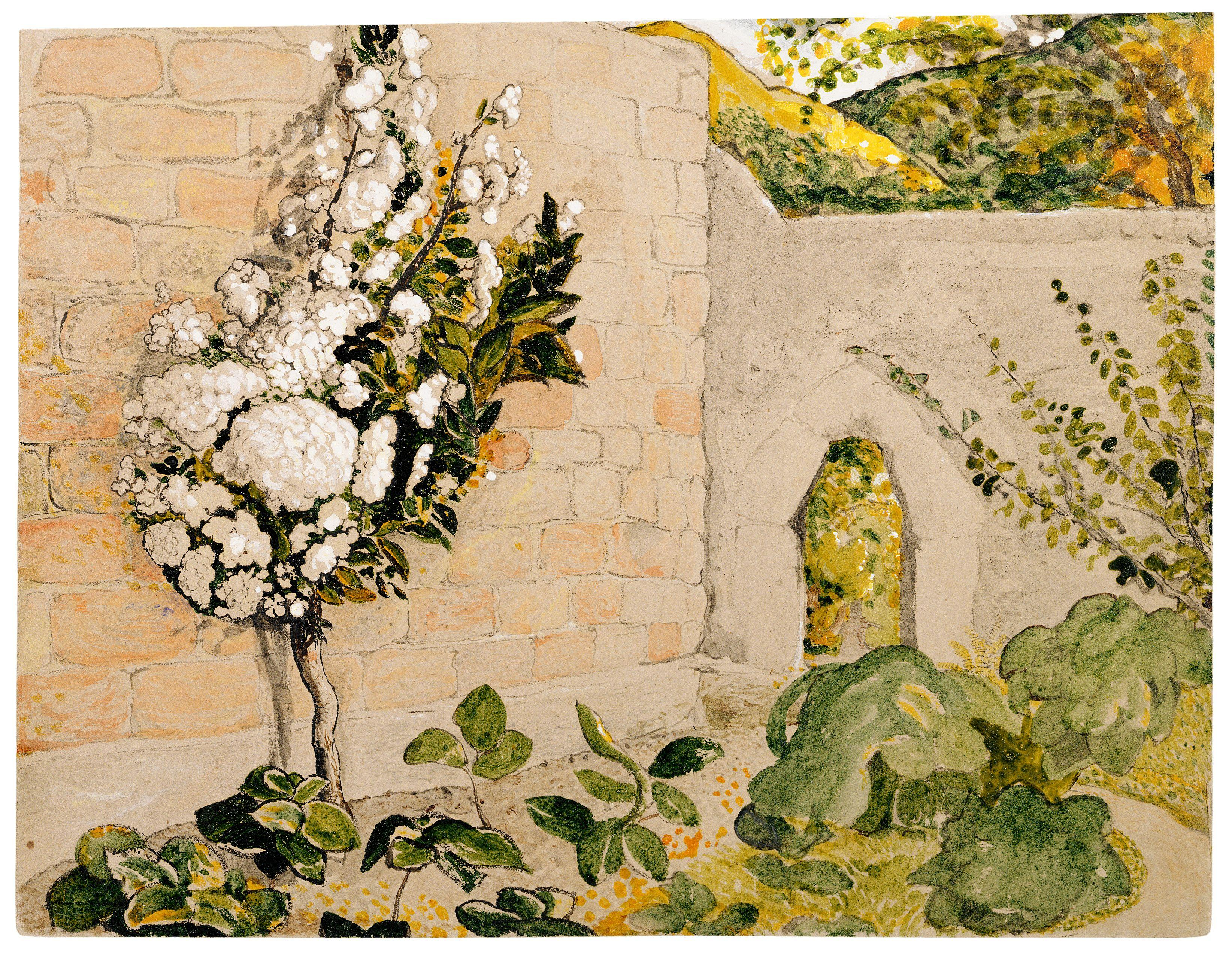
Персикове дерево в саду (1829)
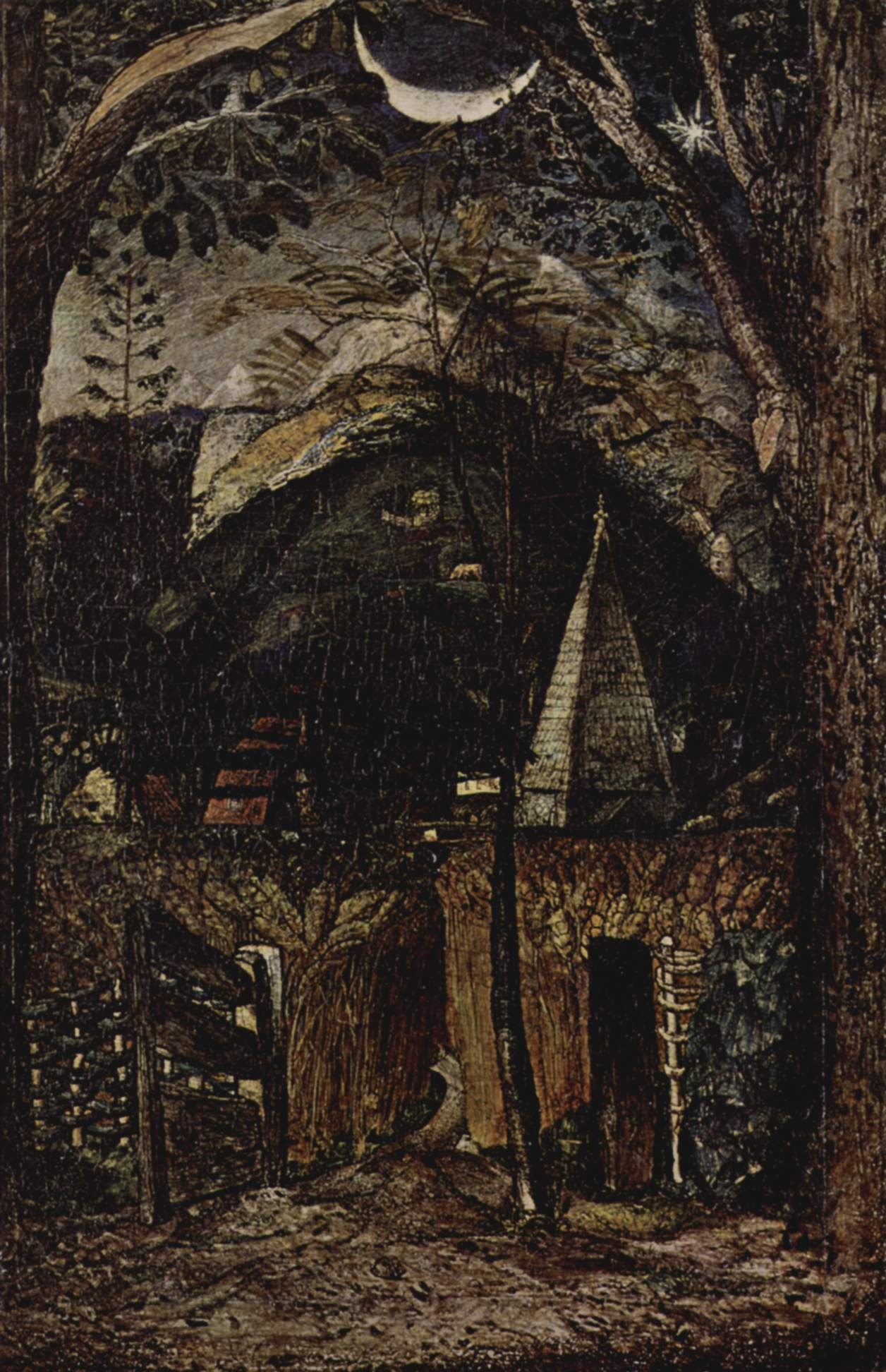
Гірський пейзаж (1826-1828)
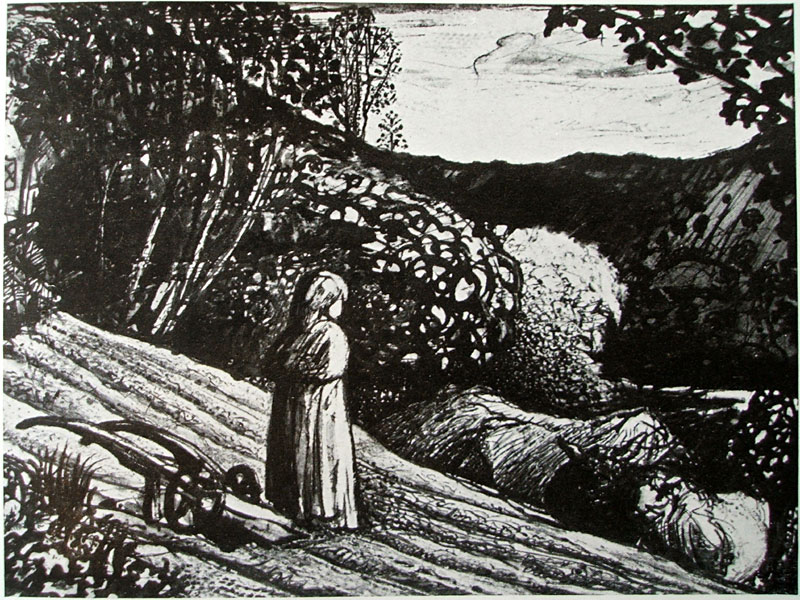
Чорно-білий пейзаж з Шорхемського періоду